# NGC 6189
NGC 6189 = NGC 6191 ist eine 12,6 mag helle Balken-Spiralgalaxie vom Hubble-Typ SBc im Sternbild Drache. Sie ist schätzungsweise 260 Millionen Lichtjahre von der Milchstraße entfernt und hat einen Durchmesser von etwa 140.000 Lj.
Das Objekt wurde am 3. August 1885 von Lewis A. Swift entdeckt. Auf Grund von Swifts unklarer Beschreibung wird dessen Beobachtung von NGC 6191 am 6. Juli 1886 ebenfalls dieser Galaxie zugeordnet.